# ATP Buenos Aires 2003
ATP Buenos Aires 2003 — тенісний турнір, що проходив на ґрунтових кортах у місті Буенос-Айрес, Аргентина з 17 лютого . Належав до категорії ATP International Series, був турніром серії Argentina Open 2003 року.

## Фінальна частина

### Одиночний розряд
Карлос Мойя —  Гільєрмо Кор'я 6–3, 4–6, 6–4

### Парний розряд
Маріано Худ /  Себастьян Прієто —  Лукас Арнольд Кер /  Давід Налбандян 6–2, 6–2